# Kreuzung (Bahn)
Unter Kreuzung versteht man bei Schienenbahnen die höhengleiche Überschneidung zweier Gleise ohne die Möglichkeit des Gleiswechsels mit Hilfe besonderer Gleiskonstruktionen.

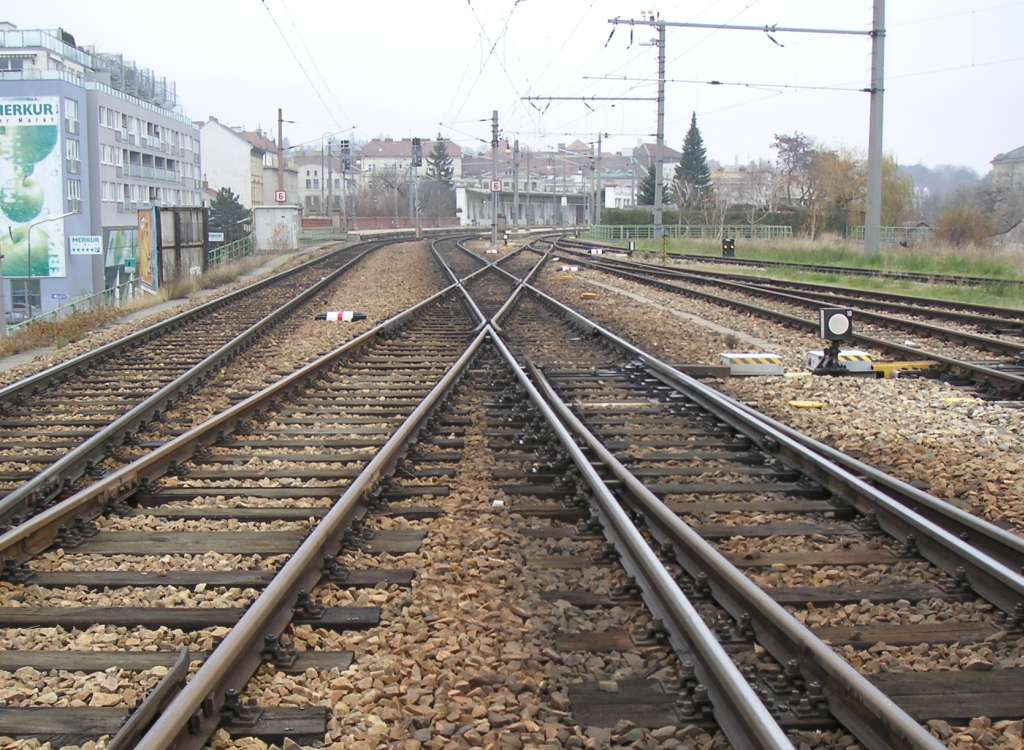
Gleiskreuzung

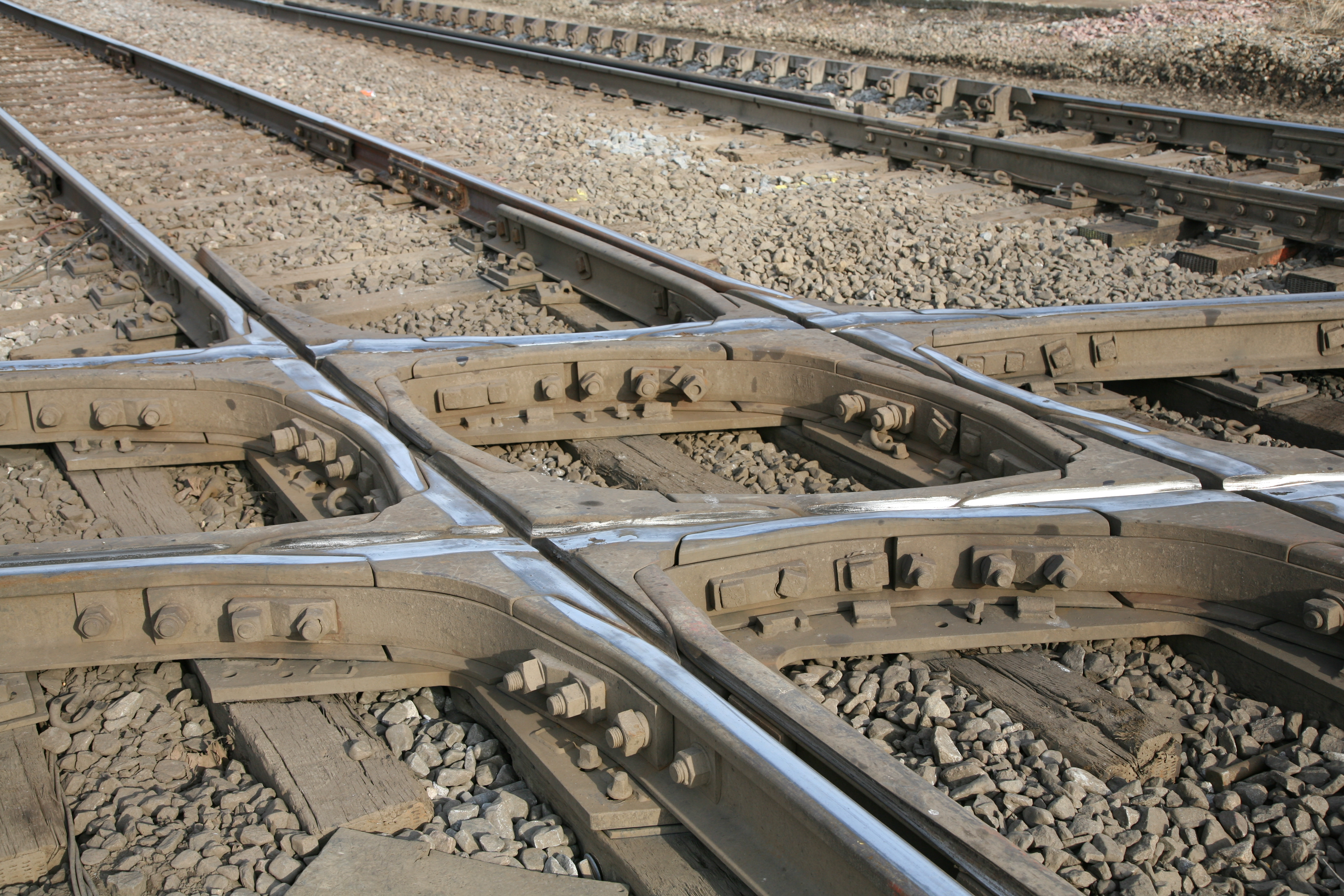
Gleiskreuzung in Illinois, USA

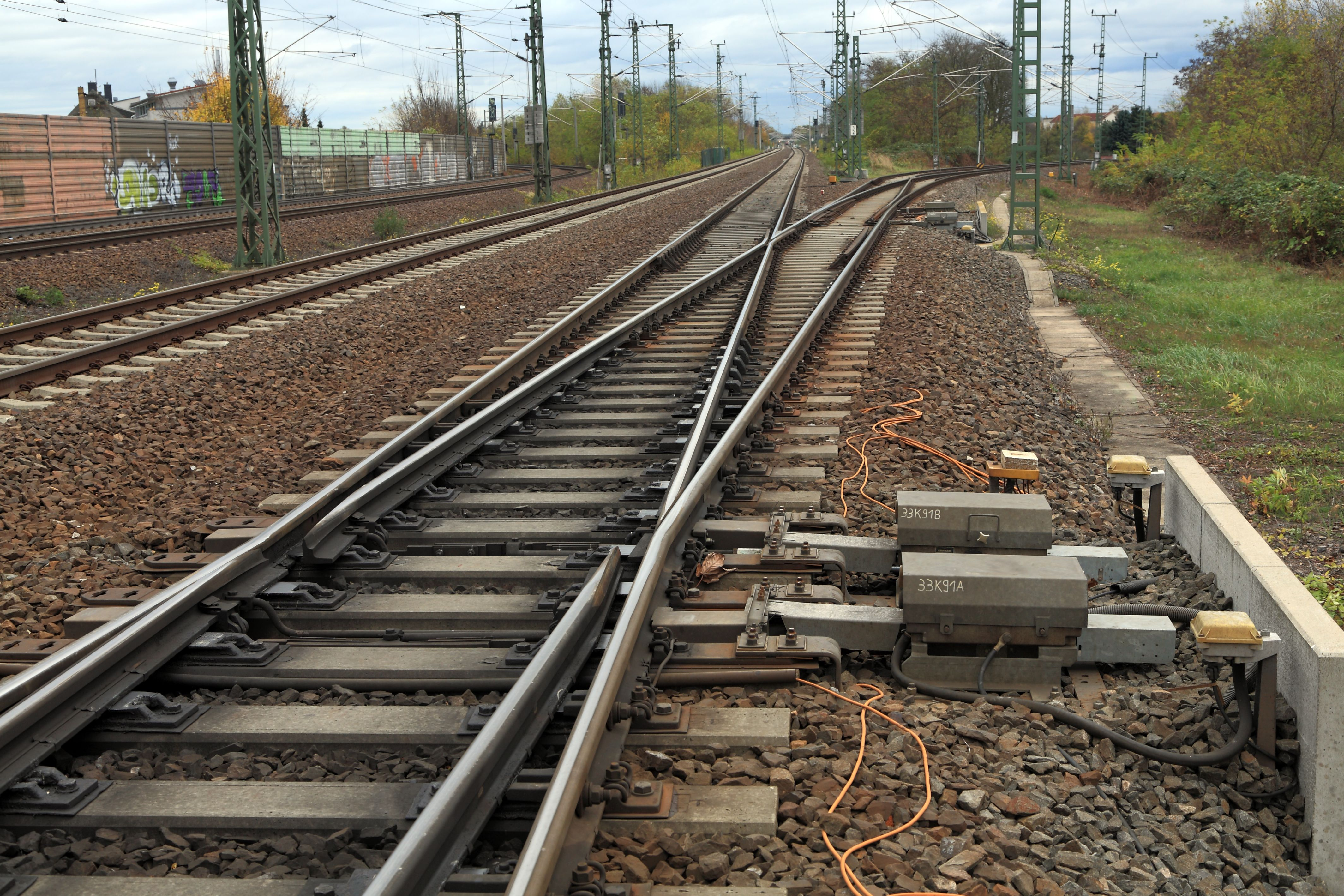
Flachkreuzung mit beweglichen Doppelherzstückspitzen

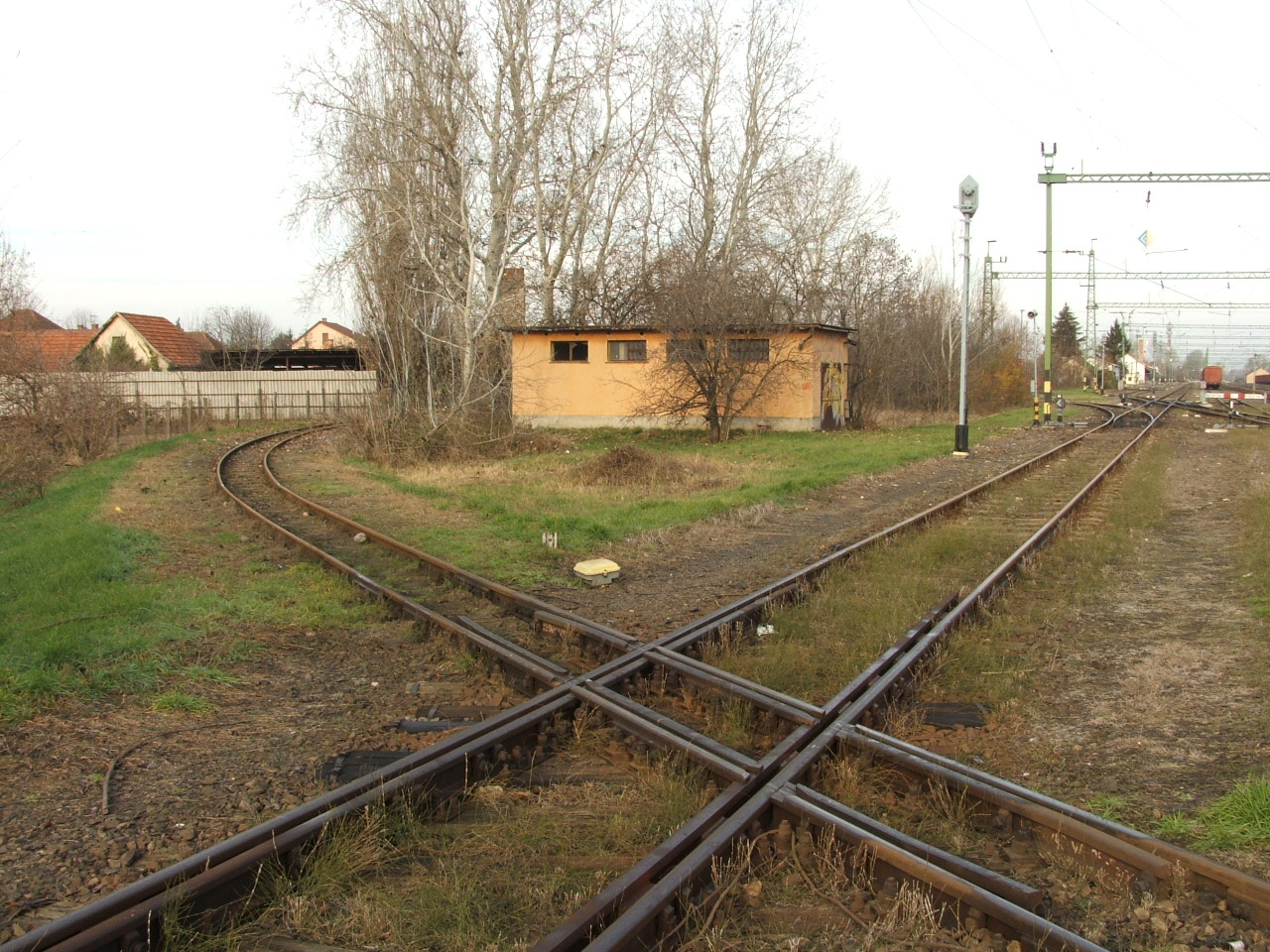
Kreuzung von Schmalspur und Regelspur in Kiskőrös (Schmalspurnetz Kecskemét) – die Schmalspurfahrzeuge queren die Regelspurschienen auf den Spurkränzen

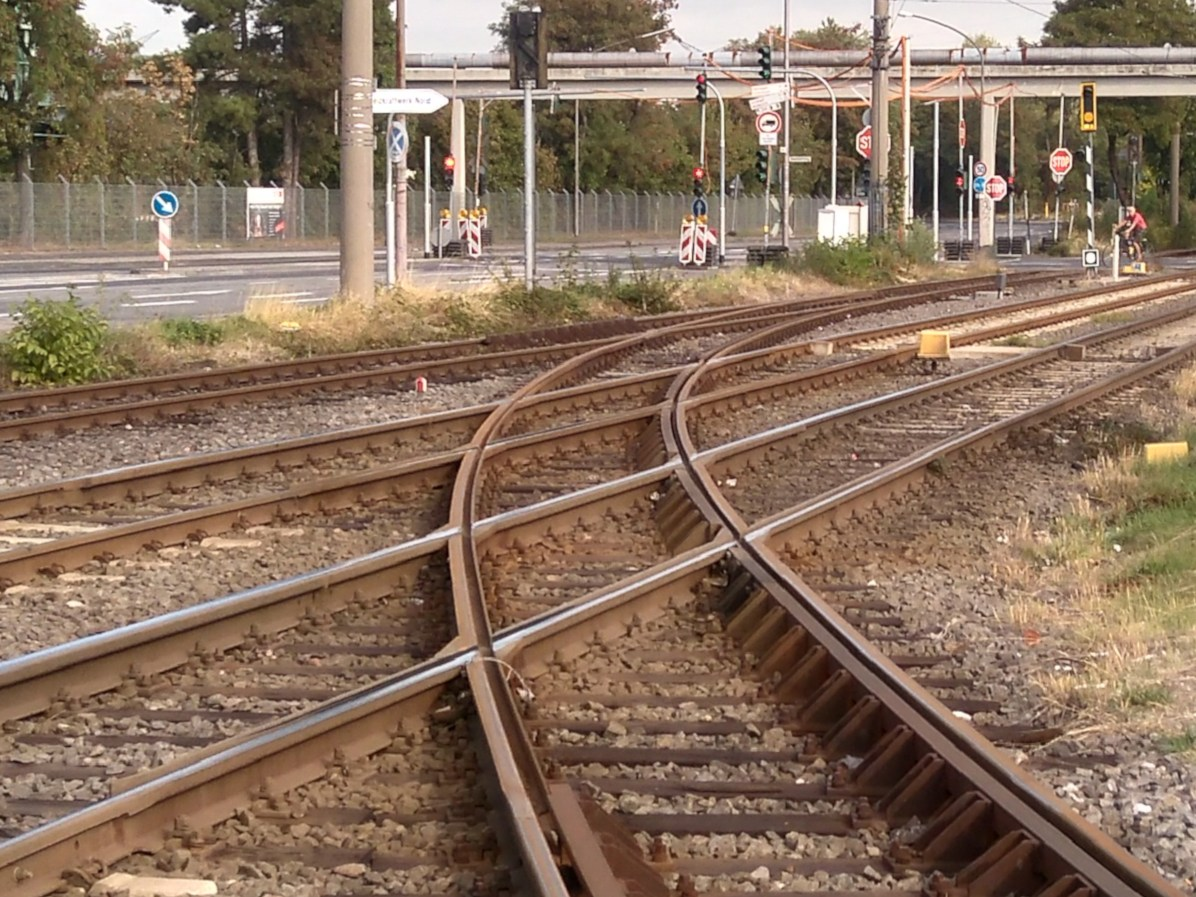
In Köln-Niehl kreuzt ein Anschlussgleis der Fordwerke die Straßenbahngleise mittels Bogenkreuzungen

Besondere Gleiskonstruktionen ermöglichen Schienenfahrzeugen das niveaugleiche Überqueren eines anderen, quer verlaufenden Gleises ohne Fahrtunterbrechung, jedoch können die beiden Fahrwege nicht gleichzeitig befahren werden. Das höhengleiche Kreuzen zweier Gleise ist mit folgenden Einrichtungen möglich:
- Gleiskreuzung ohne bewegliche Teile. Sie ist robust und in der Herstellung und Vorhaltung besonders kostengünstig, beeinträchtigt infolge der nicht vermeidbaren Fahrkantenunterbrechungen aber den Fahrkomfort. Eine Gleiskreuzung ohne bewegliche Teile funktioniert nur, wenn sich die Gleise in nicht allzu spitzem Winkel kreuzen. Eine Gleiskreuzung erfordert vier Herzstücke, an den Enden zwei einfache, die denen von Weichen mit derselben Neigung entsprechen und in Kreuzungsmitte zwei Doppelherzstücke mit zwei sich gegenüberliegenden Herzstückspitzen. Durch ihre Lage nebeneinander entsteht in ihnen eine führungslose Stelle, die mit Radlenkern nicht vollständig abgesichert werden kann. Aus diesem Grund sind Gleiskreuzungen nur bis zu einer Neigung von etwa 1:9 betriebssicher.
- Gleiskreuzungen entstehen auch bei gekreuzten Überleitstellen, eine Alternative zum Weichentrapez.
- Flachkreuzung mit beweglichen Doppelherzstückspitzen, sie werden in der Schweiz auch als Gleisdurchschneidung bezeichnet. Sie wird bei einem besonders flachen Kreuzungswinkel verwendet. Das ist in der Regel an mehrgleisigen Abzweigstellen der Fall, wenn das abzweigende Gleis mit hoher Geschwindigkeit befahrbar sein muss. Ohne die beweglichen Doppelherzstückspitzen wird die führungslose Stelle in den Doppelherzstücken für einen sicheren Betrieb zu lang. Flachkreuzungen dieser Art sind teure und unterhaltungsaufwändige Einrichtungen, bieten jedoch im Doppelherzstückbereich lückenlose Fahrkanten über das zu kreuzende Gleis hinweg.
- Kreuzungsweiche. Sie ermöglicht nicht nur das Kreuzen zweier Gleise, sondern je nach Art der Kreuzungsweiche – einfache Kreuzungsweiche oder doppelte Kreuzungsweiche – auch unterschiedliche Möglichkeiten zum Gleiswechsel.
- Kreuzung mit Flachrillenherzstücken. Sie ist hauptsächlich bei Straßenbahnen zu finden. Hierbei werden die Fahrzeugräder durch den Einsatz von Flachrillen auf ihren Spurkranzkuppen über die Gleislücken hinweggeführt. Klassische Straßenbahnradreifen sind zu schmal, um eine Lücke in der Fahrkante stoßarm zwischen Flügel- oder Knieschiene und Herzstückspitze zu überlaufen. Bei Kreuzungen im Straßenverlauf mit etwa 90° ist dieses stoßarme Überlaufen ohnehin nicht möglich. Mischspurkreuzungen zwischen Straßen- und Eisenbahn wurden, wenn die Belastung eisenbahnseitig nicht zu groß war, in der Vergangenheit für beide Systeme mit Spurkranzauflauf ausgeführt.
- Eine Sonderbauform dieses Kreuzungstyps befindet sich häufig an niveaugleichen Kreuzungen von Straßenbahnen mit Eisenbahnen. Hierbei sind die Schienen der Eisenbahnstrecken lückenlos ausgeführt, während die Straßenbahnzüge auf ihren Spurkränzen über die Eisenbahnschienen hinweggeführt werden.

## Oberleitung
Oberleitungen müssen an nicht-spitzwinkligen Gleiskreuzungen besonders ausgeführt werden (→ Oberleitungen).

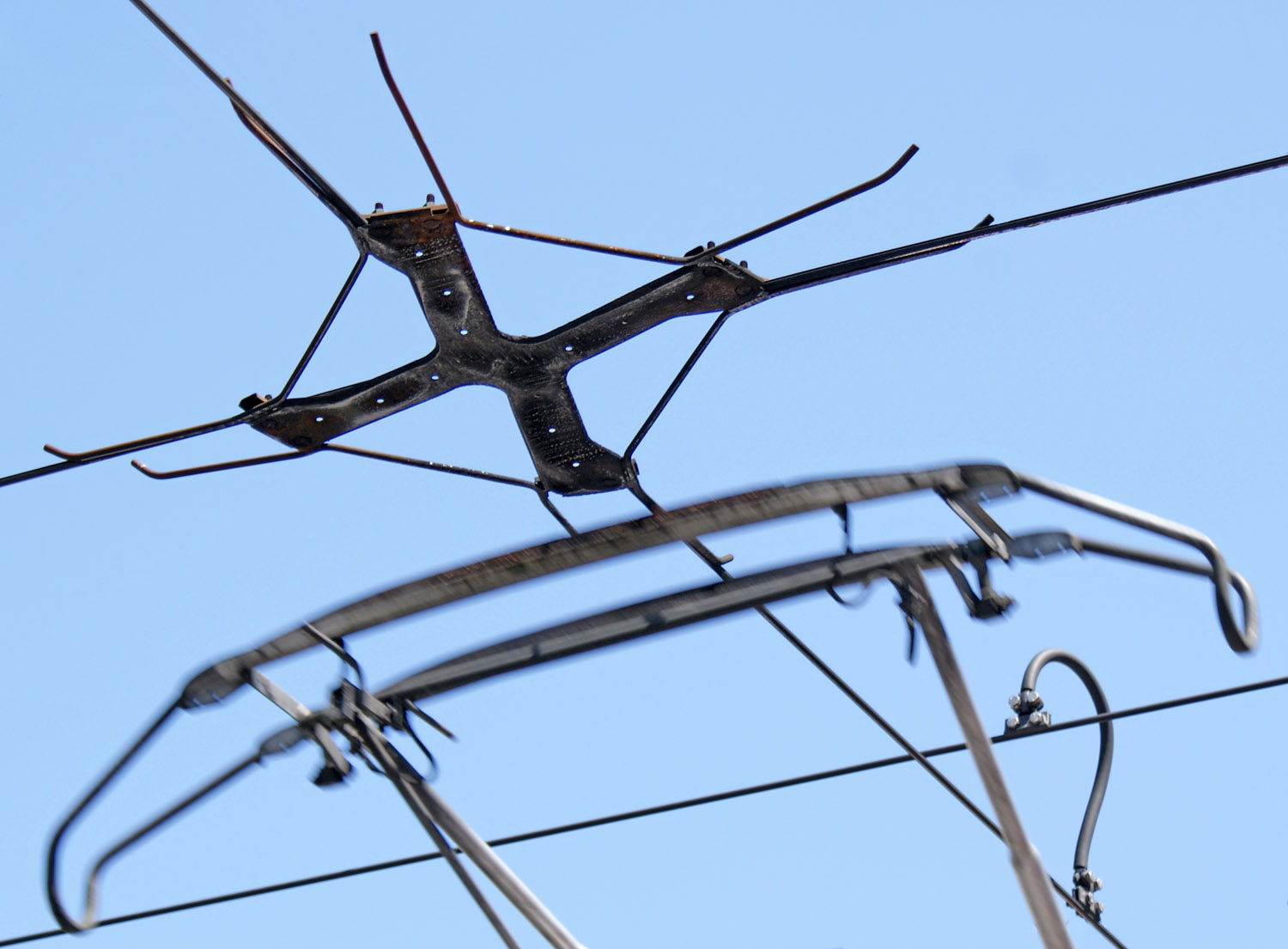
Kreuzung (Kreuzblech)
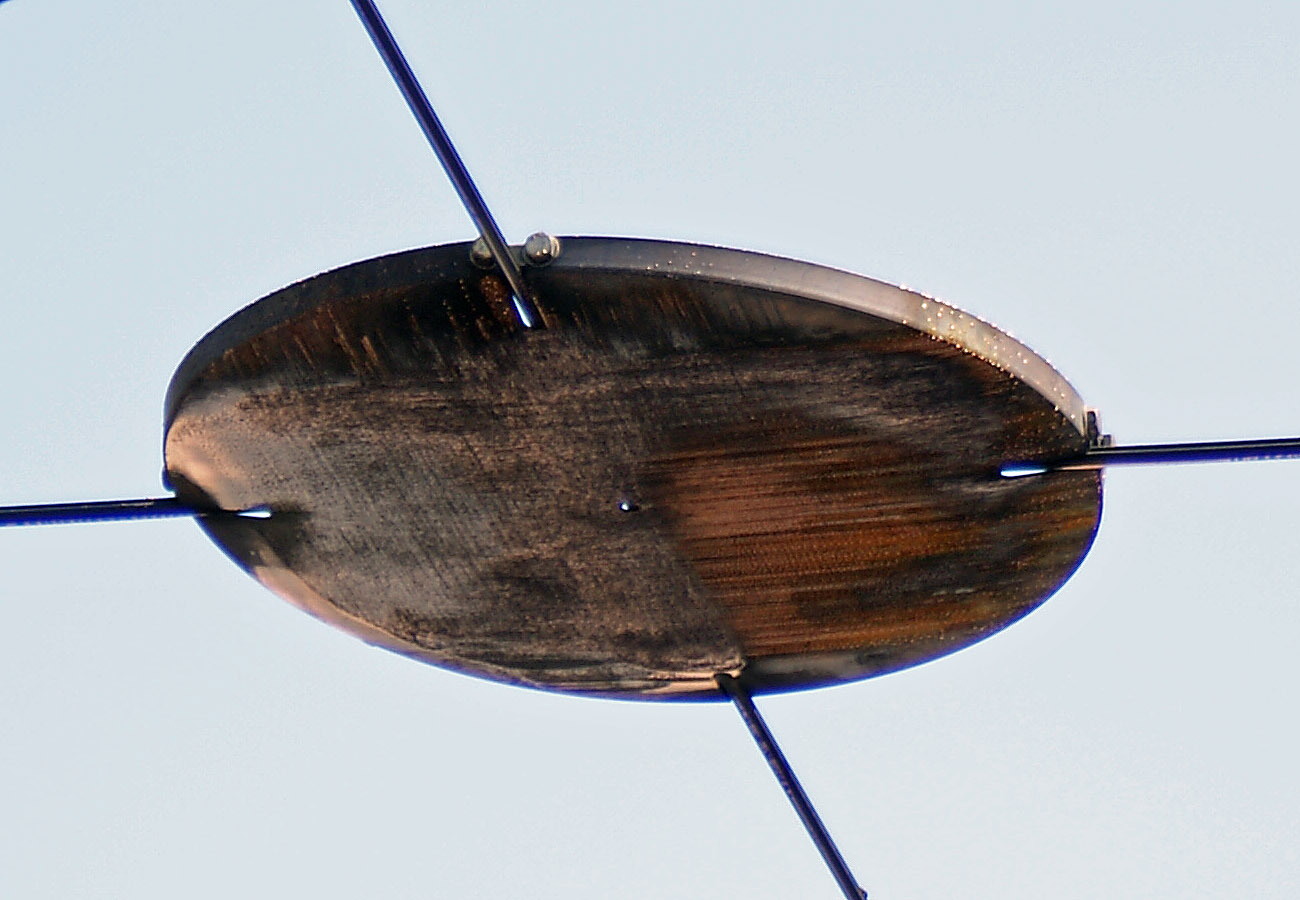
Kreuzung (Rundblech)
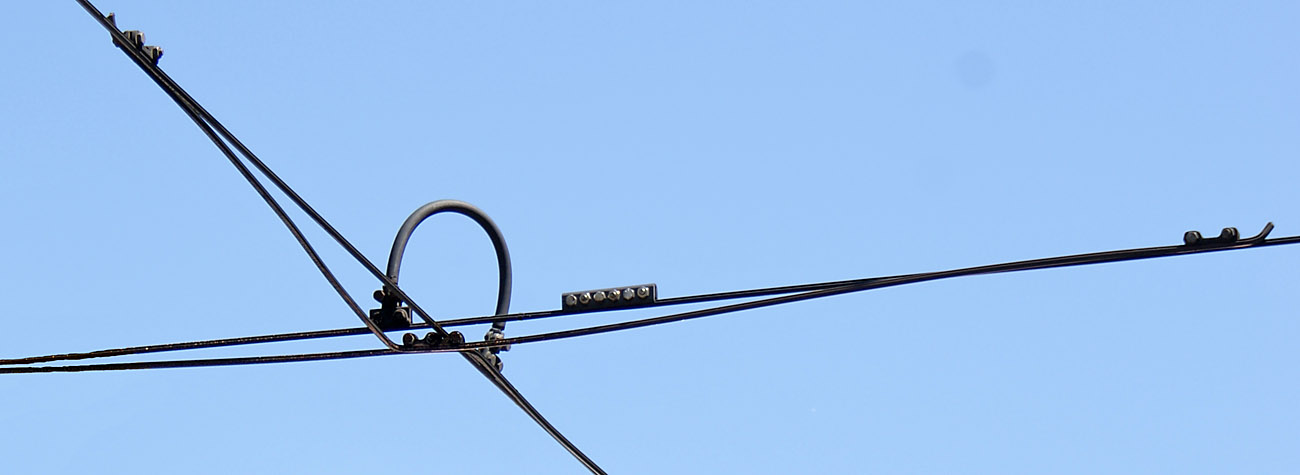
Kreuzung (Abstandshalter)